# Jharrel Jerome

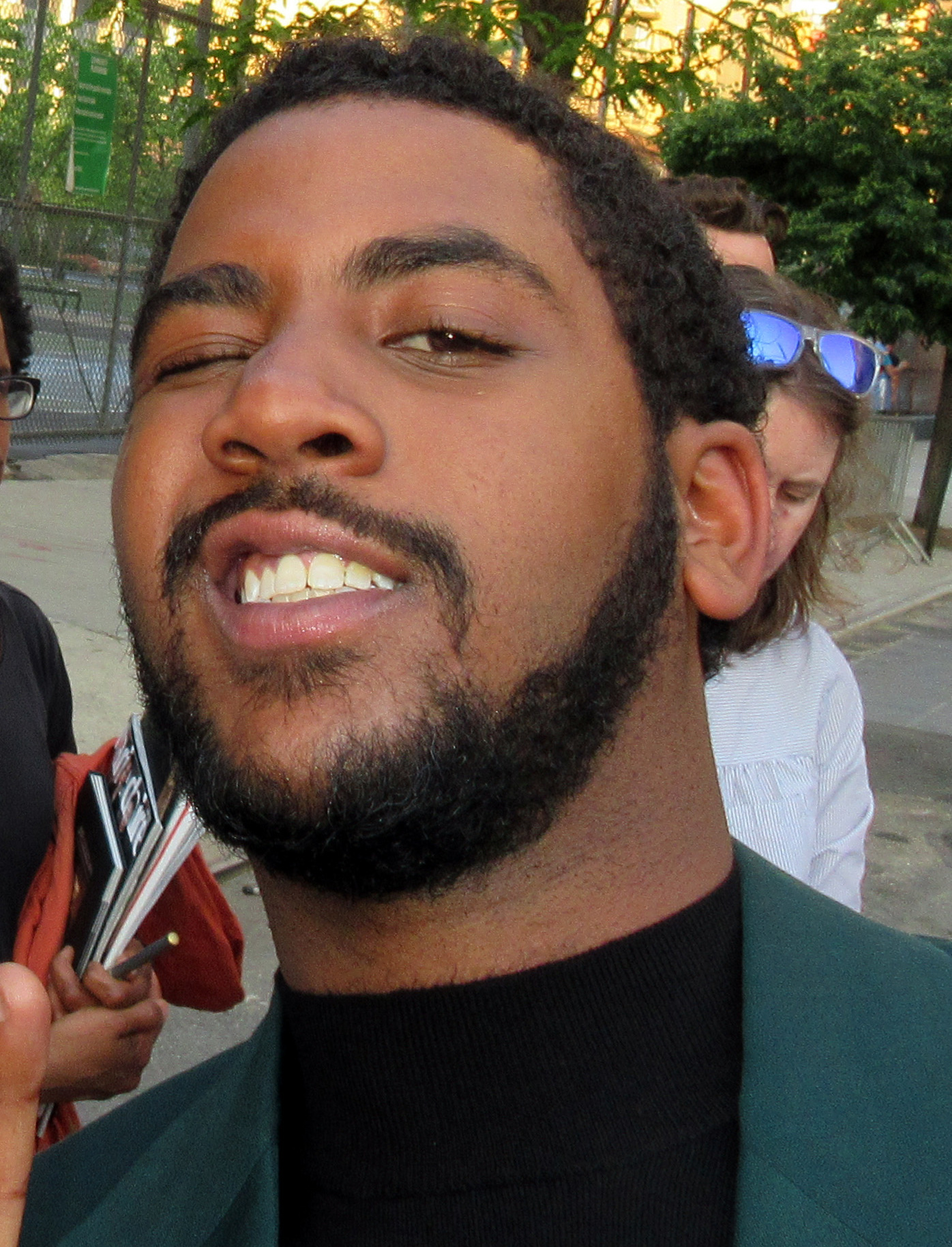
Jharrel Jerome, 2019

Jharrel Jerome (* 9. Oktober 1997) ist ein US-amerikanischer Filmschauspieler.

## Leben und Karriere
Jharrel Jerome wuchs in der Bronx auf und besuchte die Fiorello H. LaGuardia High School of Music & Art and Performing Arts in New York, wo er Hauptrollen in den Stücken The Laramie Project und In the Heights erhielt. Am Ithaca College Department of Theatre Arts begann Jerome später ein Bachelorstudium der Schauspielerei. Während des Studiums spielte er dort im Stück The Others, in dem es unter anderem um die Benachteiligung von Afroamerikanern und die Frage sozialer Gerechtigkeit geht, eine kleinere Rolle. Im Kurzfilm Wheels von Spencer Muhlstock spielte Jerome als einziger Darsteller einen Rollstuhlfahrer, der am Ende des Films wieder stehen kann. Jerome fungierte in diesem Film auch als Erzähler.
Das Vorsprechen für seinen ersten Spielfilm Moonlight von Barry Jenkins, der später mit einem Oscar ausgezeichnet wurde, fand an seinem 18. Geburtstag statt. Für die Dreharbeiten, die in Miami stattfanden, nahm sich Jerome 12 Tage vom Ithaca College frei. Im Film, der am 2. September 2016 beim Telluride Film Festival seine Premiere feierte, spielt Jerome den 16-Jährigen Kevin. Als bei der Oscarverleihung zunächst La La Land als Bester Film bekanntgegeben wurde, dann jedoch nach der Entdeckung eines Irrtums Moonlight die Auszeichnung erhielt, betrat Jerome gemeinsam mit dem Filmstab und seinen Schauspielkollegen die Bühne.
Im Rahmen des Sundance Film Festivals wurde im Januar 2018 der Film Monster! Monster? vorgestellt. Ebenfalls 2018 kam der Film First Match von Olivia Newman in die Kinos, in dem er Omari spielt. Besetzt wurde Jerome auch in der Fernsehserie Mr. Mercedes, die im am 9. August 2017 erstmals ausgestrahlt wurde. Eine Hauptrolle erhielt er zudem in dem Film Selah and the Spades von Tayarisha Poe, der im Januar 2019 beim Sundance Film Festival vorgestellt wurde.
In der Miniserie When They See Us spielte Jerome die Rolle des Korey Wise, einer der „Central Park Five“, die 1989 eine Joggerin im Central Park brutal geschlagen und vergewaltigt haben sollen, jedoch unschuldig waren. Die Serie erschien im Mai 2019 und wurde mit guten Kritiken bedacht. Für diese Rolle in der Miniserie erhielt Jerome im Rahmen der Primetime-Emmy-Verleihung 2019 den Preis als bester Hauptdarsteller. In der Fernsehserie I’m a Virgo ist Jerome als junger Mann zu sehen, der noch bei seinen von Carmen Ejogo und Mike Epps gespielten Eltern in Oakland wohnt. Eine Hauptrolle erhielt Jerome in dem Filmdrama Unaufhaltsam von William Goldenberg, in dem er den Ringer Anthony Robles spielt.
In mehreren Interviews nannte Jerome den Schauspieler Denzel Washington sein großes Idol. Ihn hatte er im Rahmen mehrerer Preisverleihungen auch wirklich getroffen.

## Filmografie
- 2016: Wheels (Kurzfilm)
- 2016: Moonlight
- 2017–2019: Mr. Mercedes (Fernsehserie, 27 Folgen)
- 2018: Monster! Monster? (Monster)
- 2018: First Match
- 2019: Selah and the Spades
- 2019: When They See Us (Fernsehserie, 3 Folgen)
- 2020: Concrete Cowboy
- 2023: I’m a Virgo (Fernsehserie)
- 2024: Unaufhaltsam (Unstoppable)

## Auszeichnungen
Black Reel Award
- 2025: Nominierung als Bester Nachwuchsschauspieler (Unaufhaltsam)[8]

British Academy Film Award
- 2025: Nominierung für den Rising Star Award[9]

Celebration of Cinema and Television
- 2024: Auszeichnung mit dem Breakthrough Actor Award  (Unstoppable)[10]

Emmy
- 2019: Bester Hauptdarsteller – Miniserie oder Fernsehfilm (When They See Us)

Gotham Award
- 2016: Spezialpreis der Jury als Teil des Ensembles im Film Moonlight[11]
- 2023: Nominierung in der Kategorie Breakthrough Series – Under 40 minutes (I’m A Virgo)
- 2023: Nominierung in der Kategorie Performance in a New Series (I’m A Virgo)[12]

Independent Spirit Award
- 2016: Robert Altman Award als Teil des Ensembles im Film Moonlight[13]
- 2024: Nominierung in der Kategorie Lead Performance in a New Scripted Series (I’m a Virgo)

Middleburg Film Festival
- 2024: Auszeichnung mit dem Rising Star Award (Unstoppable)[14]

MTV Movie & TV Awards
- 2017: Auszeichnung für den Besten Kuss (mit Ashton Sanders in Moonlight)[15]

NAACP Image Award
- 2020: Nominierung als Bester Darsteller – Fernsehfilm/Miniserie (When They See Us)[16]

Satellite Award
- 2019: Nominierung als Bester Darsteller in einer Miniserie oder einem Fernsehfilm (When They See Us)

Savannah Film Festival
- 2024: Auszeichnung mit dem Lumiere Award (Unstoppable)[17]

Screen Actors Guild Award
- 2017: Nominierung als Mitglied des Besten Schauspielensembles in einem Film (Moonlight)[18]
- 2020: Nominierung als Bester Darsteller in einem Fernsehfilm oder einer Miniserie (When They See Us)

Toronto International Film Festival
- 2024: Auszeichnung mit dem Tribute Award[19]